# Remilitarizace Porýní

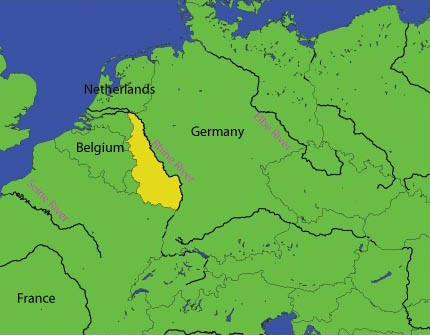
Území Porýní před remilitarizací.

Remilitarizace Porýní proběhla 7. března 1936, kdy devatenáct pěších praporů a letadla ze tří divizí nacistického Německa obsadily demilitarizované pásmo Porýní. Jednalo se oblast od řeky Rýn až po západní hranici Německa.
Po první světové válce rozhodlo Společenství národů, že levý břeh od Rýna bude obsazen jednotkami západních mocností. Ve 20. letech se vojska stáhla pod podmínkou, že proběhne demilitarizace oblasti. Po převzetí moci nacisty v roce 1933 se Hitler rozhodl obsadit Porýní. Akce proběhla v roce 1936, přestože v té době nebyla německá armáda dostatečně připravená na případný konflikt. Proklamovaný důvod tohoto porušení článků 42, 43 a 44 versailleské mírové smlouvy bylo francouzsko-sovětské spojenectví z května 1935, neboť tím prý Francouzi porušili locarnské smlouvy. Dle názoru britských historiků se rovněž Hitler tímto aktem pokoušel odvrátit pozornost veřejnosti od probíhající hospodářské krize v Německu.
V sobotu 7. března 1936 za úsvitu vykročily jednotky německého Wehrmachtu, avšak v silném zmatku a dezorganizaci. Pěchota nedostala jediný ostrý náboj, dělostřelectvo jediný granát a letecké kulomety žádné střelivo. Do 11. hodiny dosáhla německá vojska řeky Rýnu. Do 11:00 dorazili na linii Rýn a tři prapory šly na druhou stranu. Když německé průzkumné jednotky objevily, že se na německo-francouzské hranici shromažďují tisíce francouzských vojáků, von Blomberg prosil Hitlera, aby stáhl své jednotky. Hitler se zeptal Blomberga, zda Francouzi překročili hranici, jakmile se ujistil, že se tak nestalo, nařídil Blombergovi, aby počkal, až tak učiní.
V Paříži náčelník francouzského generálního štábu Gamelin uvedl, že bez mobilizace francouzské armády nebude možné reagovat. Nakonec ale k mobilizaci nedošlo. Jedním z důvodů bylo, že se za necelý měsíc konaly volby do Národního shromáždění. Británie předala německému velvyslanci diplomatický protest, kterému se ale Německo odmítlo podvolit. Britská veřejnost si válku či roztržku s Německem rovněž nepřála.
Pro Francii se jednalo o strategický problém. V případě konfliktu se svým východním sousedem by mohla prakticky bez boje postoupit až 50 kilometrů hluboko do německého území. Zkracovala zároveň vzdálenost nezbytnou pro dosažení území svých spojenců, například Československa. Německo začalo hned po obsazení Porýní svojí hranici s Francií opevňovat a zbudovalo tzv. Siegfriedovu linii. Rumunský ministr Titulescu na to reagoval slovy: "Jak nás chcete bránit, když nebráníte sami sebe?"
Přesně za dva roky Hitler anektoval Rakousko, šest měsíců poté české Sudety a za dalšího půl roku zbytek ČSR.

## Medializace v ČSR
Již dne 7. března 1936 se v zahraničním zpravodajství Českého slova a Národních listy  objevují články s informacemi o tvrzení Reuterovy kanceláře o blížících se, ovšem zatím neznámých změnách, které chystá německý kancléř Adolf Hitler. Obě zprávy jsou potvrzeny institucí ČTK. Zprávy informují o pravděpodobném rozhořčení německých politických zástupců ohledně uzavření francouzsko-sovětské smlouvy, která porušuje bezpečnostní podmínky ustanovené Locarskou smlouvou. Jedná se o publicistické články, ve kterých se neurčitě autoři vyjadřují o neznámých změnách, které střední a západní Evropu čekají. V rámci toho můžeme uvažovat o silné mezinárodní solidaritě, kterou autoři článku v rámci Evropy a společného boje proti radikalizaci a možné militarizaci cítí. Patrná je především solidarita s Francouzi. V případě Lidových novin se první informace o remilitarizaci Porýní objevují až 9. března 1936. Mimo to se stejně jako v předchozích zmíněných novinách zahraničního zpravodajství zabývají především druhou italsko-etiopskou válkou (1935-1936) . K té se články všech periodik staví velmi kriticky. Kritika je ve všech případech mířena na italskou vojenskou intervenci a vidí v ní primárně destabilizaci Afriky a snahu o oslabení anglického a francouzského vlivu na tomto kontinentu. V Českém slovu se této válce věnují nejvíce, věnovali ji samostatný publicistický článek o posílení sankcí proti Itálii. Především se věnují ekonomickým dopadům embarga na vývoz ropy do Itálie, zavedené dne 6. března 1936 a kritice britských a francouzských politiků mířené na rakouského vicekancléře Starhemberga a jeho návštěvy Itálie a Vatikánu. Díky tomu mohu tvrdit, že zpravodajství Českého slova se nejvíce snažilo o informovanost a šíří informací, které nabízely a to především poměrně jednoduchým a stručným způsobem, který je srozumitelný i méně abstraktně přemýšlejícímu dělnictvu, pro které začal být vydáván. V dalších dnech se již v Národních listech a Českém slovu objevují přímé články, odkazující ke skutečnosti remilitarizace Porýní. Z pohledu vztahů mezi evropskými národy je velice silně cítit solidarita a výzva k obávám vedoucí k českému a polskému národu. To nejspíše bylo způsobeno velice laxním a pasivním přístupem Francie, Belgie a Británie k remilitarizaci Porýní a otázce zda budou v případě napadení či roztahování Němců na území svých východních sousedů ještě pasivnější, než při obraně hranic vlastních. V žádném článku se ovšem nevěnuje pozornost vyjádření SSSR a pořád je zde patrné zaměření především na francouzské politiky a jejich reakce. V případě Lidových novin se první zmínka objevila až v pondělí 9. března 1936. Nejspíše se toto zpoždění událo kvůli potřebě informovat 7. března o druhé italsko-etiopské válce, českým regionálním zprávám a vydání výjimečného dílu pro děti a mládež 8. března, který byl věnován českým událostem a vyprávění o prezidentu T. G. Masarykovi ve formě pro dět i.  Ve vydání 9. března 1936 byly v Lidových novinách vydány již 2 novinové články na prvním listu. Vnímaly nastalou situaci jako provokaci Německa, které k ní využívá osočování Francie kvůli porušení Locarské smlouvy, kterou sami Němci porušili a považují ji jen za “cár papíru“. Druhý článek potom pojednává o bezpečnostní situaci a možném budoucím konfliktu na francouzsko-německé hranici. Mimo to se zde také objevuje tvrzení, že A. Hitler si březen 1936 k této vojenské akci nevybral pouze kvůli blížícím se volbám, ale také pro to, aby odpoutal pozornost politických činitelů Francie a Británie od druhé italsko-etiopské války a tím pomohl B. Mussolinimu k hladkému příběhu její poslední části, dobytí Addis Abebi. V případě periodika Volná myšlenka se již 13. března objevovalo ve článcích zvýšené pozornosti boje proti fašismu a právoplatnosti demokracie a bezkonfesnosti státu. První přímá zmínka se ovšem objevila až o týden později. Dne 20. března 1936 se ve článku autora A. Pola objevuje již přímé zmínky na remilitarizaci Porýní v souvislosti s druhou italsko-etiopskou válkou a také Japonskými vojenskými operacemi na dálném východě. I v tomto článku dochází k odsouzení všeho světového fašismu. Toho italského, německého (článek uvádí jako zemi fašistickou) i toho šikmookého (nejspíše vnímání japonského národa na základě anatomických odlišností mongoloidní rasy). Autor popisuje nutnost společného boje proti těmto státům a národům, tak jako je jejich nutnost spolupráce ke zničení světové demokracie. Autor se k remilitarizaci Porýní vyjadřuje kriticky, a to nejen k politickému vedení, ale také k německému národu, jako k národu vojenské boty a krvavé oceli. Toto přirovnání má nejspíše počátek již v militarismu moderního Pruska, zapojení do 1. světové války a nově připomíná militarizaci německých vojsk od roku 1935. Zajímavé, ke vztahu různých národů či etnik, je přirovnání autora Německa k “národu cikánskému“. Toto přirovnání autor použil ke komparaci těchto obou národů (v případě romského etnika by bylo vhodnější nejspíše využít termín kulturně etnických skupin) ve vztahu k porušení Locarské smlouvy. Autor A. Pol píše: „Kdo nedodrží závazky jedny a vědomě je porušuje, tomu vůbec nelze věřit, že by vůbec chtěl i v budoucnu dodržet závazky další, třebas by je slavnostně nabízel sám. To jakoby někdo měl věřit cikánovi, který se dušuje, že už nebude ruku vztahovat po cizím majetku.“ (Pol, 1936). Díky této části textu se můžeme domnívat, jakou společenskou představu zastávali Romové/cikáni v představách středoevropského prostředí.
Ve většině článku jde cítit vnímaní česko-sousedských politických vztahů jako snahu o bezpečnou existenci československého státu a jeho snahu o zachování poválečného uspořádání střední Evropy. Silné se opírajícího o samostatnost státu a národa, jehož snaha o mír mu ovšem nezaručuje bezpečnost ze strany  sousedů ani jistou podporu zemi, se kterými uzavřela obrané smlouvy. Především Německa, Rakouska, které se přes vědomí Lánských smluv o společném dialogu o bezpečnosti a krocích na společných hranicích postupně vzdalovalo od československé politiky gratulací Mussolinimu k postupu v Etiopii a ochraně katolicismu. Publicisté se také obávali odtržení území obývanými maďarskou menšinou na jihu Slovenska a v Lidových novinách a Českém slovu se objevují také články o neuspokojivě uzavřených otázkách Hlučínska a Těšínska s Polskem. 